# Związek Sprawiedliwych
Związek Sprawiedliwych (niem. Der Bund der Gerechten) – międzynarodowa chrześcijańsko komunistyczna organizacja, utworzona w 1836 przez niemieckich emigrantów z Wilhelmem Weitlingiem na czele. Związek był związany z europejskimi ruchami spiskowymi; gminy Związku Sprawiedliwych były w Wielkiej Brytanii, Szwajcarii, Niemczech. 

Liga swoje cele formułowała następująco: 
"Chcemy wolności i pragniemy, aby wszyscy ludzie na kuli ziemskiej byli wolni jak my, aby nikt nie był uprzywilejowany lub upośledzony, lecz aby wszyscy na równi dzielili ciężary, trudy, radości i rozkosze, to znaczy: aby żyli w spólnocie".
Dla uzasadnienia programu Weitling w swym dziele Evangelium der armen Sünder (1843) odwoływał się do Biblii. Związek Sprawiedliwych działał we Francji, Niemczech, Anglii i Szwajcarii. W 1847 pod wpływem Karola Marksa i Fryderyka Engelsa przekształcił się w Związek Komunistów.